# Рокко Вата
Рокко Вата (англ. Rocco Vata, нар. 18 квітня 2005, Глазго, Шотландія) — ірландський футболіст албанського походження, півзахисник англійського клубу «Вотфорд».

## Ігрова кар'єра

### Клубна
Рокко Вата у віці семи років приєднався до клубної академії шотландського «Селтіка». В липні 2021 року футболіст підписав з клубом перший професійний контракт.
Перед початком сезону 2022/23 Вата пройшов підготовку з першою командою «Селтіка» але наступний сезон провів, граючи за дублюючий склад «Селтіка» в Лізі Лоуленд. Після своїх виступів за другу команду Вата вважався одним з найперспективніших футболістів клубу. Була інформація про зацікавленість у послугах ірландця ряда клубів Італії та Англії.
28 грудня 2022 року Вата дебютував у першій команді «Селтіка», коли вийшов на заміну у матчі проти «Гіберніан».
В липні 2024 року Рокко Вата перейшов до клубу англійського Чемпіоншипа «Вотфорд», з яким підписав контракт на чотири роки.

### Збірна
Рокко Вата через своє походження має право грати за ряд збірних команд. Та у 2019 році футболіст почав грати за юнацькі збірні Ірландії.
12 вересня 2023 року Вата дебютував у складі молодіжної збірної Ірландії і в першому ж матчі відзначився дублем у ворота однолітків з Сан - Марино.

## Титули
Селтік
 Чемпіон Шотландії (2): 2022/23, 2023/24
 Переможець Кубка Шотландії: 2023/24

## Особисте життя
Рокко Вата є сином Руді Вата — колишнього футболіста, що в період з 1990 по 2001 роки провів 59 матчів в складі національної збірної Албанії.